# 미식축구 월드컵
미식축구 월드컵(American football World Cup, IFAF World Cup)은 국제미식축구연맹(IFAF)의 주관 하에 4년마다 열리는 미식축구 대회이다. 제 1회와 제 2회 대회에 본고장인 미국이 참가하지 않았지만, 제 3회 대회에서 처음 참가하게 되었다. 본선 참가팀의 수는 여섯 나라이다.
대한민국은 제 1회 대회에는 불참, 제 2회 대회에는 일본에게 패해 예선 탈락, 제 3회 대회에는 호주에 승리하여 본선 진출하였다.

## 역대 대회
| 연도 | 개최국     |      | 결승전     | 결승전 | 결승전 |       | 3위 결정전 | 3위 결정전 | 3위 결정전 |
| 연도 | 개최국     | 우승 | 점수       | 준우승 | 3위    | 점수  | 4위        |            |            |
| 1999 | 이탈리아   | 일본 | 6-0 (OT)   | 멕시코 | 스웨덴 | 38-13 | 이탈리아   |            |            |
| 2003 | 독일       | 일본 | 34-14      | 멕시코 | 독일   | 36-7  | 프랑스     |            |            |
| 2007 | 일본       | 미국 | 23-20 (OT) | 일본   | 독일   | 7-0   | 스웨덴     |            |            |
| 2011 | 오스트리아 | 미국 | 50-7       | 캐나다 | 일본   | 17-14 | 멕시코     |            |            |
| 2015 | 미국       | 미국 | 59-12      | 일본   | 멕시코 | 20-7  | 프랑스     |            |            |